# Pentaceratops
Pentaceratops – rodzaj dinozaura należącego do grupy ceratopsów.
Nazwa rodzajowa Pentaceratops oznacza „twarz o pięciu rogach”.

## Morfologia

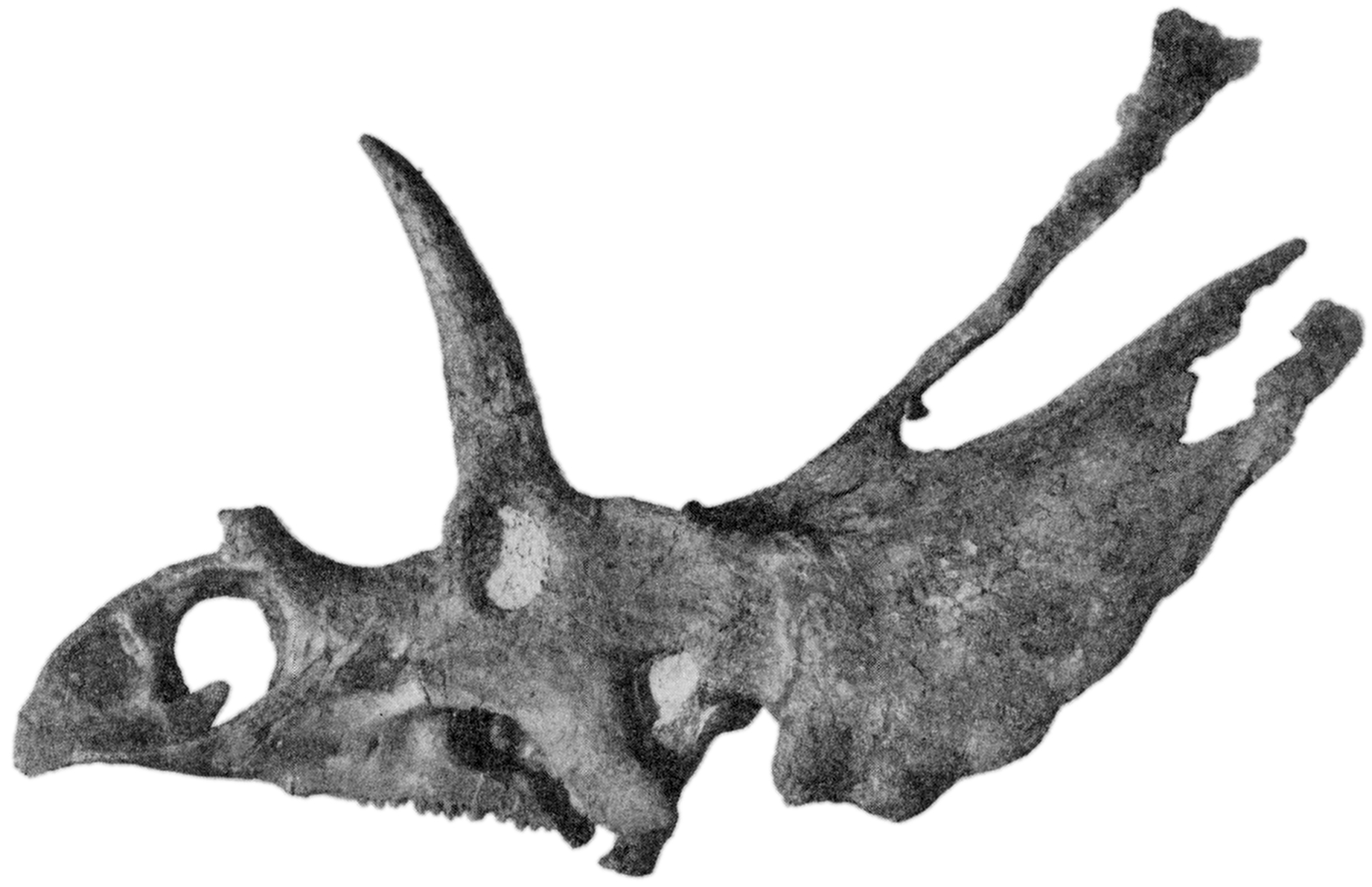
Holotyp P. sternbergii, czaszka AMNH 6325

Określenie całkowitych rozmiarów Pentaceratops jest trudne ze względu na to, że większość znanych okazów znanych jest jedynie z kości czaszki. Zachował się szkielet pozaczaszkowy okazu oznaczonego PMU R268, ale przynależność tego okazu do gatunku P. stenbergii bywa kwestionowana; Lehman (1998) i Longrich (2011) zakładają jednak, że reprezentuje on właśnie ten gatunek. Pierwotnie zaliczono do tego rodzaju odkryty w Nowym Meksyku niekompletny szkielet oznaczony OMNH 10165, należący do wielkiego ceratopsa o masie ok. 6550 kg; jednak Longrich (2011) zaliczył ten okaz do odrębnego rodzaju Titanoceratops. Lehman, który oszacował całkowitą długość OMNH 10165 na 6,8 m, zaznaczył też, że kości kończyn i obręczy kończyn tego okazu są o 14-29% (średnio o 18%) większe od odpowiadających im kości PMU R268; natomiast większość wymiarów czaszki OMNH 10165 (np. długość podstawy czaszki, wysokość twarzoczaszki przed oczodołami, wysokość dzioba) jest o 17-25% większych niż odpowiadające im wymiary znanych czaszek pentaceratopsów (AMNH 6325, AMNH 1624, PMU R200). Z szacunków innych autorów wynika, że P. sternbergii mierzył około 7,5 m długości. Longrich (2011) oszacował masę P. sternbergii na nie przekraczającą 2500 kg.
Pentaceratops miał trzy rogi i dwie duże kości policzkowe. Początkowo kości policzkowe uważano za rogi, stąd też wzięła się nazwa tego dinozaura. Jeden róg był osadzony na nosie a pozostałe dwa, dużo większe, nad oczodołami. Z tyłu czaszki wystawała wielka rozłożysta kryza, która sięgała aż do połowy grzbietu. Po bokach kryzy znajdowały się małe guzki. Pentaceratops miał mocny dziób, który służył mu do ścinania roślin.

## Występowanie
Pentaceratops występował w okresie późnej kredy, około 75–73 mln lat temu, na obszarze Ameryki Północnej. Jego kości zostały znalezione w USA na terenie stanów: Nowy Meksyk i Kolorado. 

## Paleobiologia
Pentaceratops żywił się roślinami: niskopiennymi drzewami oraz krzewami.

## Historia odkryć
Pierwsze kości należące do pentaceratopsa zostały odnalezione w formacji Fruitland, która znajduje się w północno-zachodniej części Nowego Meksyku. Odkrycia tego dokonał w 1922 Charles Hazelius Sternberg, które opisane zostało w 1923 przez Henry'ego Fairfielda Osborna. Inny okaz, który został znaleziony w 1921 w formacji Kirtland sprzedano Uniwersytetowi Uppsala w Szwecji. Okaz ten został opisany przez Carla Wimana.